# Lew Felixowitsch Lagorio

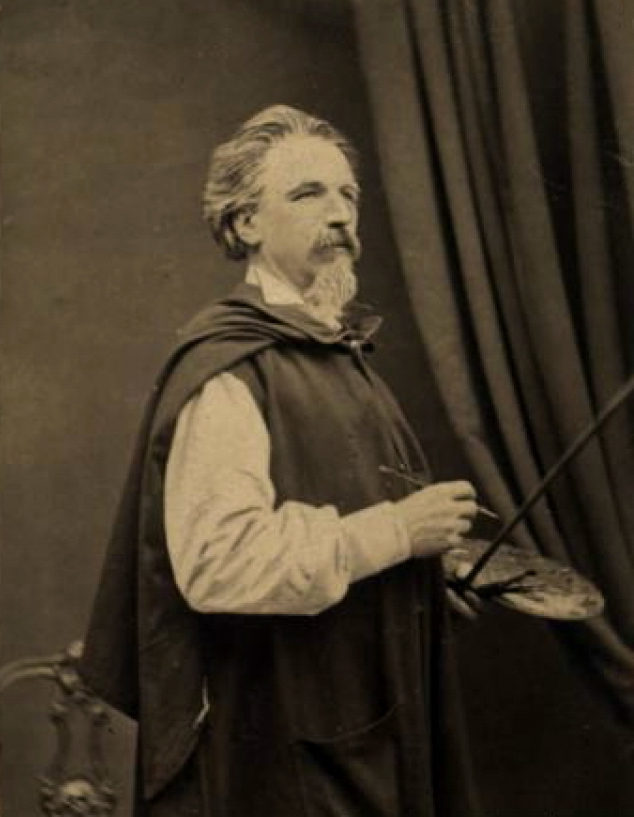
Lew Lagorio

Lew Felixowitsch Lagorio (russisch Лев Феликсович Лагорио; * 16. Juni 1828 in Feodossija; † 17. November 1905 in Sankt Petersburg) war ein russischer Maler.

## Leben
Lagorio wurde in Feodossija geboren und studierte an der Petersburger Kunstakademie. Seine Lehrer waren Maxim Worobjow und B. P. Villeval'de. Beeinflusst wurde er zu Beginn besonders von Iwan Aiwasowski und seinen Seelandschaftsgemälden. 1845 ging Lagorio an Bord des Kriegsschiffes Grosjaschtschi, um den Aufbau des Schiffes genauer zu studieren. Später ging er für acht Jahre nach Italien. Die Bilder, die dort entstanden, brachten ihm den Status eines Professors ein, als er nach Russland zurückkehrte. 
In späteren Jahren malte er vor allem die Küsten von Finnland und Norwegen sowie Motive aus dem Russisch-Türkischen Krieg.
Lagorios Werke können in der Tretjakow-Galerie in Moskau besichtigt werden. 

### Bilder
(Auswahl)

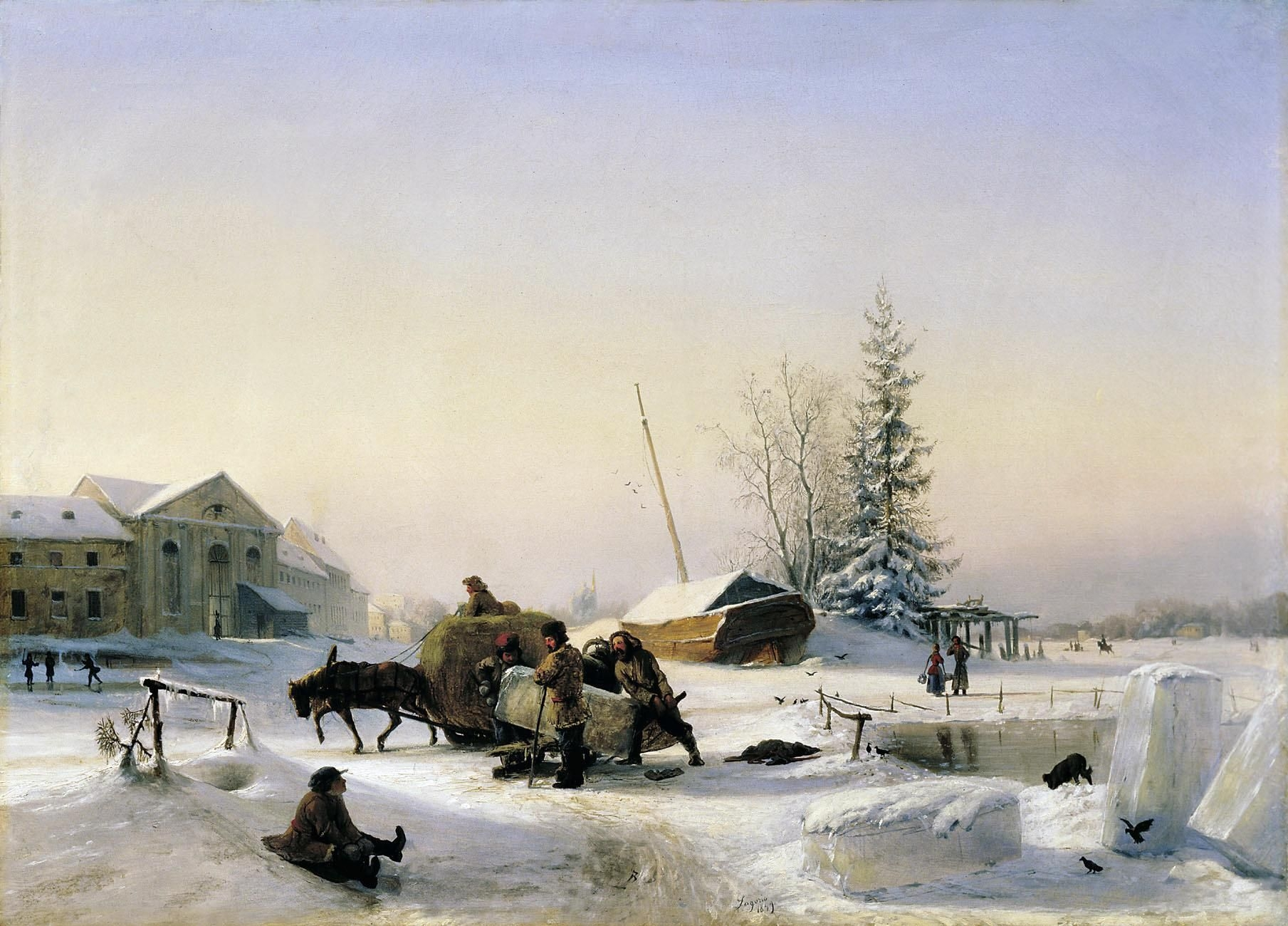
Der Eistransport, 1849
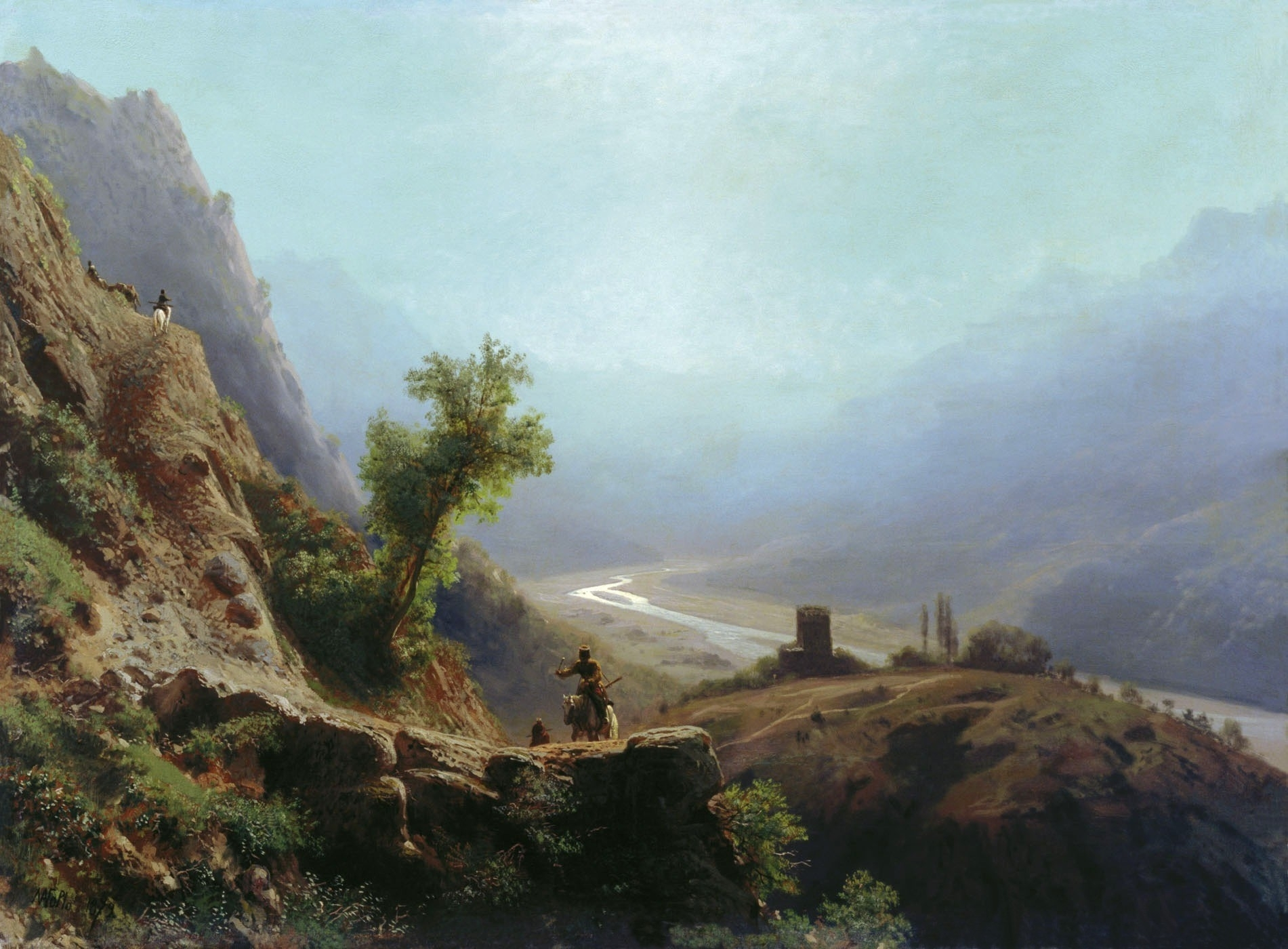
Im Kaukasus, 1870
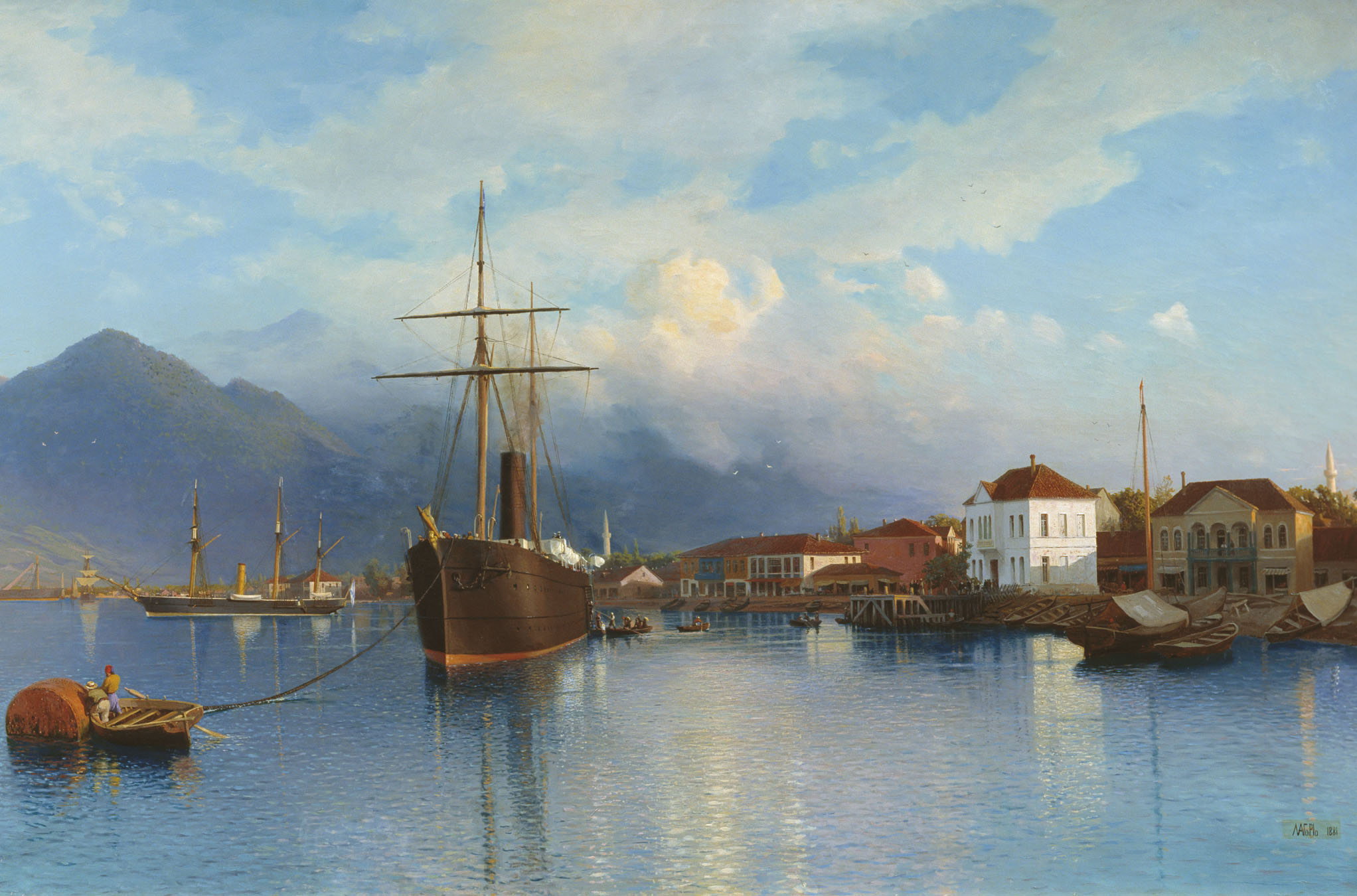
Batum, 1881
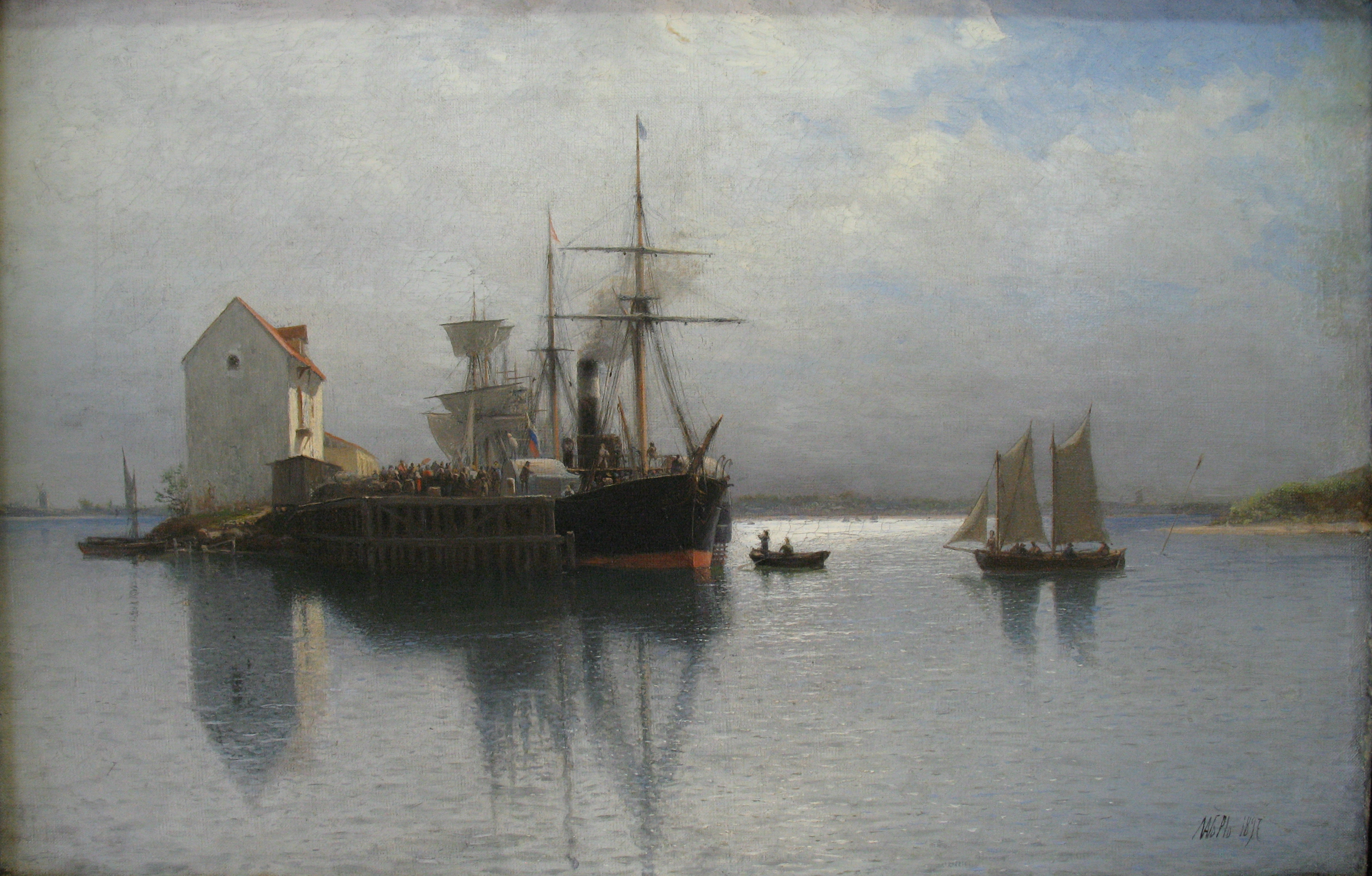
Seestück, 1897
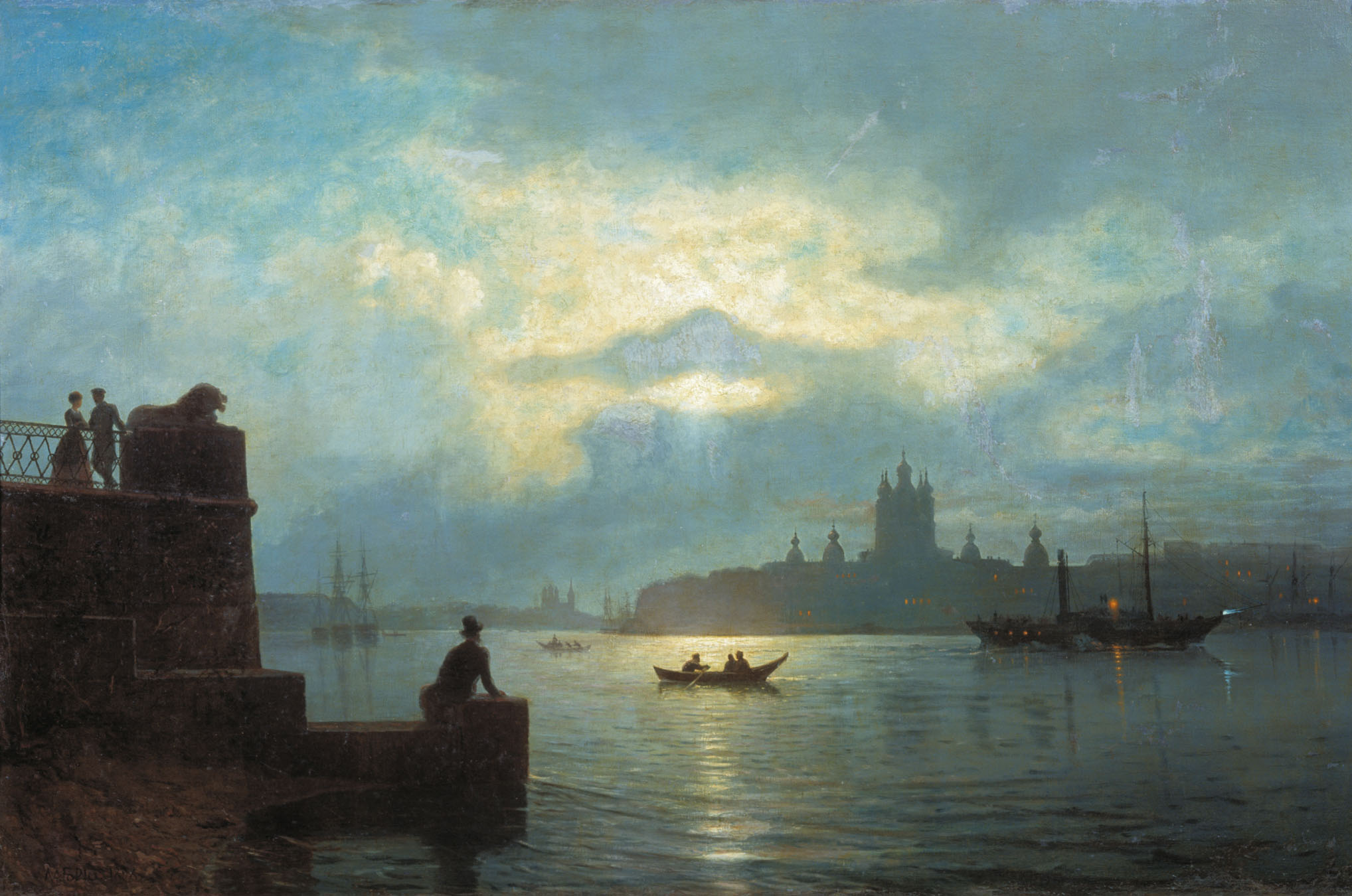
Newa, 1898
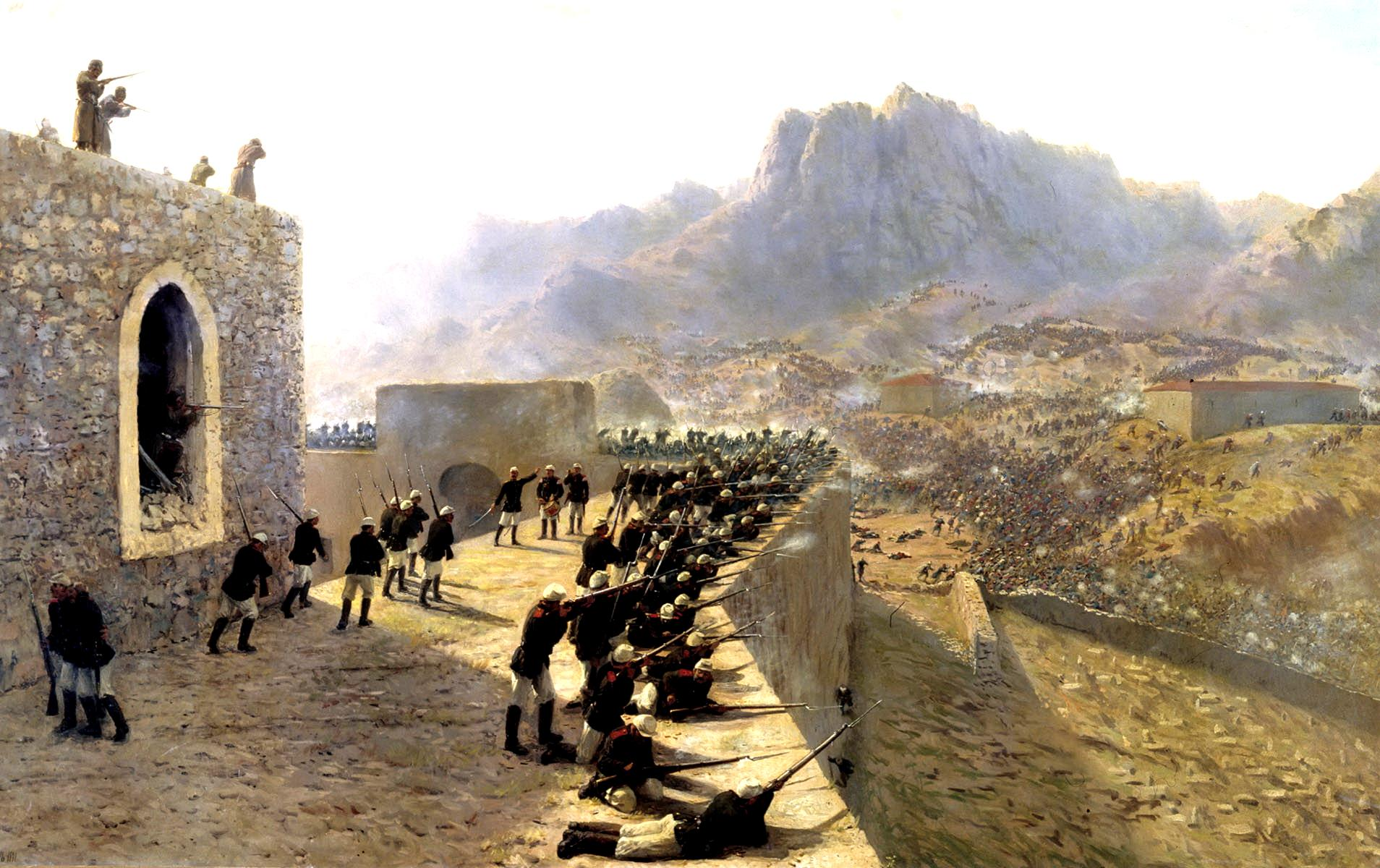
Die Verteidigung von Bayazet während des Russisch-Türkischen Krieges, 1891